# Charles Clarke (3e baronnet)
Pour les articles homonymes, voir Charles Clarke (homonymie).
Charles Mansfield Clarke (13 décembre 1839-22 avril 1932) est un officier de l'armée britannique qui est quartier-maître général des Forces.

## Biographie

### Carrière militaire
Formé au Collège d'Eton, Clarke est officier dans le 57e régiment d'infanterie en 1856.
Il est commandant général des forces coloniales du cap de Bonne-Espérance entre 1880 et 1882. Il occupe une série de postes administratifs avant de devenir commandant en chef de l'armée de Madras en 1893 (rebaptisée «Commandement de Madras de l'armée indienne» en 1895).
Il est nommé au commandement du sixième corps d'armée pendant la seconde guerre des Boers en Afrique du Sud en décembre 1899. Il sert comme quartier-maître général des Forces de 1899 à 1903, au cours desquelles il est promu général le 5 août 1902. L'année suivante, il est Gouverneur de Malte, servant jusqu'à sa retraite en 1907.
Il hérite du titre de 3e baronnet Clarke de Dunham Lodge le 25 avril 1899.

## Famille
En 1867, il épouse Gemma Cecilia Adams (décédée en 1922) et ils ont trois fils et trois filles. Tous ses fils sont morts avant lui et son neveu, Orme Bigland Clarke hérite du titre de baronnet. En 1929, il épouse Constance Marion Warner .